# Agriogomphus ericae
Agriogomphus ericae – gatunek ważki z rodziny gadziogłówkowatych (Gomphidae). Występuje na terenie Ameryki Południowej.